# Johannes Lutma
Johannes Lutma est un argentier, orfèvre et graveur néerlandais né à Emden en 1584 et mort le 29 janvier 1669 à Amsterdam. Il a réalisé de très belles coupes et plats en or. Il est surtout connu pour la grille du chœur de la Nieuwe Kerk à Amsterdam. Il était un grand ami du peintre Rembrandt van Rijn.

## Biographie
Johannes Lutma est né dans la ville allemande d'Emden, en Basse-Saxe à l'extrême nord-ouest du pays.  Aux alentours de 1615, on sait qu'il vivait à Paris. C'est seulement en 1621 qu'il s'installe définitivement à Amsterdam. Il se marie deux ans plus tard le 31 mars 1623 à Amsterdam avec Mayken Roelants. Amsterdam, ville en plein essor au début du XVIIe siècle, se révèle pour lui très propice. Sa carrière d'orfèvre est lancée et il rencontre Rembrandt avec qui il se lie d'une grande amitié comme en témoigne son portrait gravé par le peintre. Il se marie en deuxièmes noces avec Saera de Bie le 18 mai 1638. 
Il meurt à 84 ans à Amsterdam en janvier 1669.
Lutma a eu une carrière assez riche dont d'ailleurs il était très fier comme le prouve la présence de ses réalisations sur ses portraits. Il était spécialiste des ornements en forme d'animal. Il est aussi réputé pour la qualité des objets de vaisselle qu'il a réalisés : plats, coupes, salières… Le public le connait aujourd'hui surtout pour la grille du chœur de la Nieuwe Kerk, située place du Dam à Amsterdam.
Un certain nombre des réalisations de Lutma ont été postérieurement publiées en quatre séries de copies, en grande majorité par ses fils Jacob et Johannes. Ce dernier fils Johannes Lutma le Jeune a également travaillé les métaux précieux.

## Œuvres
- Les deux Blasons de funérailles de la guilde des contrôleurs chargés de peser les grains, en argent, 1633, Rijksmuseum.
- Des salières comme les deux exposées au Rijksmuseum, en argent en partie doré, 1639.
- Des coupes à boire. Celle du Rijksmuseum de 1641 est en argent. Elle est présente sur la gravure de Rembrandt[Laquelle ?]

Johannes Lutma, dont Rembrandt a gravé le portrait, a à son tour réalisé des gravures d'après le maître.